# صدراتة (سيدي محمد بن الحسن)
صدراتة هي إحدى مشيخات المملكة المغربية، تتبع جغرافيا لإقليم تاونات وإداريًا لسيدي محمد بن الحسن. يقدر عدد سكانها بـ 6193 نسمة حسب الإحصاء الرسمي للسكان والسكنى لسنة 2004.